# Mangodara
Mangodara ist sowohl eine Gemeinde (französisch commune rurale) als auch ein dasselbe Gebiet umfassendes Departement im westafrikanischen Staat Burkina Faso in der Region Cascades und der Provinz Comoé. Die Gemeinde hat in 34 Dörfern 49.746 Einwohner.
Die Straße nach Banfora soll bis 2010 asphaltiert werden.